# دریا در حال تماشا است
دریا در حال تماشا است (ژاپنی: 海は見ていた, Umi wa Miteita; انگلیسی: The Sea Is Watching) یک فیلم عاشقانه ژاپنی به کارگردانی کی کومای است. این فیلم در سال ۲۰۰۲، بر اساس فیلمنامه ای از آکیرا کوروساوا ساخته شد.